# Бой при Гжатске
Бой при Гжатске — бой арьергарда, прикрывавшего отступление русских армий, с авангардом армии Наполеона, произошедший 19 (31) августа во время Отечественной войны 1812 года.
После сражения под Смоленском и боя на реке Осьме 1-я и 2-я Западные армии продолжали отступление по московской дороге и 19 (31) августа, прикрываясь арьергардом П. П. Коновницына, прошли через Гжатск и расположились биваком у села Ивашкова. Арьергард, сдерживая противника, далеко отстал от колонн главных сил. К 19 (31) августа к Гжатску с юго-запада подошёл французский авангард, состоявший из кавалерийских корпусов Мюрата и 2-го корпуса Даву. С запада к городу по дороге, шедшей от села Белого, наступал 4-й корпус Евгения Богарне.
Коновницын занял пехотой опушку обширного леса перед Гжатском по обе стороны московской дороги. В тылу была река Гжать. Энергичное наступление корпуса Евгения Богарне могло поставить Коновницына в тяжелое положение, так как грозило потерей путей отступления. Коновницын выслал для обеспечения своего правого фланга отряд К. А Крейца (Сибирский драгунский полк и казачий полк при 2-х конных орудиях), который занял позицию правым флангом к реке, а левым — к лесу. 
В семь часов утра французы атаковали арьергард Коновницына. Бой продолжался весь день. Упорные атаки французского авангарда на лес увенчались успехом, но русские успели спокойно отойти по мосту за реку Гжать к деревне Поляникове. Следом за ними перешли на правый берег по мосту, который был подожжен, но не вполне сгорел, и французы, которые отрезали путь арьергарду Крейца. 
Отряд Крейца был сбит и отброшен к реке. Дорога к мосту была отрезана. Тогда Крейц переправился вброд, перетащив по дну два орудия. На том берегу он снова был встречен французами, преградившими ему выход на большую московскую дорогу. Ему удалось, однако, уйти полями, «ломая заборы и плетни», и более того – привести противника к засаде у деревни Лескино. 
Гжатск был занят французами, куда 20 августа (1 сентября) прибыл Наполеон. До 23 августа (4 сентября) французская армия оставалась в окрестностях города.